# CD de la Universidad Católica del Ecuador
El Club Deportivo de la Universidad Católica del Ecuador és un club de futbol de la ciutat de Quito (Equador). Va ser fundat el 15 de maig de 1963.

## Palmarès
- Campionat Interandinos:[2]
  - 1965

- Segona Divisió de l'Equador: 
  - 1990 E1, 2007, 2012